# Taktyczność polimerów

Polipropylen ataktyczny (o strukturze nieuporządkowanej)

Polipropylen izotaktyczny

Polipropylen syndiotaktyczny

Taktyczność – ogólna nazwa na stereoregularność głównych łańcuchów polimerów. Według definicji IUPAC za taktyczny uważa się taki polimer, w którym konfiguracja absolutna wszystkich merów jest jednakowa, lub powtarza się w regularnych blokach albo sekwencjach.. Gdy tego rodzaju regularności nie ma, mówi się o ataktyczności polimeru.
W uproszczeniu taktyczność polega na tym, że patrząc wzdłuż wyprostowanego głównego łańcucha polimeru, podstawniki jednego rodzaju przyłączone do atomów tworzących ten łańcuch regularnie znajdują się po jednej lub drugiej stronie. Przykładem jest polistyren, który do jednego z dwóch atomów węgla w każdym merze tworzących główny łańcuch ma przyłączony atom wodoru i grupę fenylową. Grupa fenylowa może występować tylko po jednej stronie, lub też naprzemiennie.
Taktyczność polimerów ma bardzo silny wpływ na ich własności fizyczne takie jak wytrzymałość mechaniczna, temperatury mięknięcia i krzepnięcia, gęstość, lepkość w stopie, ciepło właściwe, właściwości elektryczne, krystaliczność i wiele innych. W wielu przypadkach polimery taktyczne zwykle mają lepsze własności z punktu widzenia potencjalnych zastosowań niż polimery ataktyczne. Powoduje to, że nie jest to czysto akademicki problem lecz ma on często decydujące znaczenie technologiczne. 
Przykładowo ataktyczny polipropylen ma własności zbliżone do gutaperki. Jest kruchą, półelastyczną masą, która jest technologicznie bezużyteczna. Dopiero opracowanie w 1954 r. przez Giulio Nattę metody syntezy izotaktycznego polipropylenu (korzystając z katalizatorów Zieglera-Natty zwanych też katalizatorami stereospecyficznymi), który jest stałym w temperaturze pokojowej tworzywem termoplastycznym umożliwiło jego praktyczne zastosowanie.

## Warunki wystąpienia taktyczności
Warunkiem koniecznym wystąpienia zjawiska taktyczności jest istnienie centrum stereogenicznego w każdym merze polimeru, podobnie jak to jest z enancjomerami. W polimerach, w których łańcuch główny składa się z atomów węgla centrum stereogeniczne musi być umiejscowione na jednym z tych atomów. Centrum to powstaje zawsze, gdy przy choć jednym z atomów węgla w każdym merze tworzącym główny łańcuch polimeru występują dwa różne podstawniki boczne. 
Pozornie wydaje się to sprzeczne z zasadą, że centrum stereogeniczne powstaje wtedy, gdy do atomu węgla są przyłączone cztery różne podstawniki. Trzeba jednak wziąć pod uwagę, że tymi dwoma dodatkowymi "podstawnikami" są w tym przypadku fragmenty łańcucha głównego, które znajdują się po obu stronach rozpatrywanego meru. W zależności od umiejscowienia tego meru w łańcuchu głównym, fragment łańcucha przyłączony do jego prawej strony będzie dłuższy lub krótszy od tego przyłączonego do lewej strony. Wyjątek stanowić może tylko ściśle środkowy mer w łańcuchu, przy założeniu, że łańcuch zawiera nieparzystą ich liczbę, gdyż jest on formalnie achiralny. Nie ma to jednak żadnego praktycznego znaczenia dla całego zjawiska.
W odróżnieniu od enancjomerów, polimery taktyczne na ogół nie wykazują aktywności optycznej, gdyż nawet gdy są w pełni regularne są z formalnego i praktycznego punktu widzenia diastereoizmerami.

## Systematyka taktyczności
Oprócz ogólnego podziału na polimery ataktyczne i taktyczne, te drugie dzieli się jeszcze na:
- Polimery izotaktyczne

W polimerach tych podstawniki są ułożone we wszystkich merach jednakowo - tzn. występują zawsze po jednej stronie głównego łańcucha:

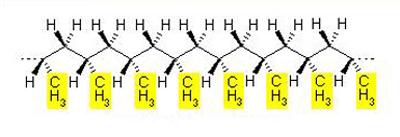
Izotaktyczny polipropylen

Jakkolwiek polimer izotaktyczny jest stereoregularny to jednak konfiguracja absolutna wszystkich jego merów nie jest jednakowa, tylko zmienia się dokładnie w połowie długości jego łańcucha. Wynika to z faktu, że mery z prawej połowy łańcucha mają po swojej prawej stronie krótszy fragment tego łańcucha, a po lewej dłuższy. Mery z lewej połowy łańcucha mają z kolei po swojej lewej krótszy fragment, a po prawej dłuższy. W rezultacie konfiguracja absolutna merów zmienia się w połowie długości łańcucha polimeru, zaś cały polimer nie jest w związku z tym enancjomerem lecz diastereoizomerem.
- Polimery syndiotaktyczne

W polimerach tych podstawniki są ułożone ściśle naprzemiennie:

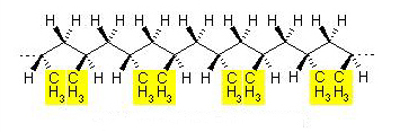
Syndiotaktyczny polipropylen

Polimery te muszą zatem mieć mery o naprzemiennie różnych konfiguracjach absolutnych. Z przyczyn opisanych wyżej dla polimerów izotaktycznych naprzemienność konfiguracji absolutnej musi ulec "odwróceniu" w połowie długości łańcucha, a zatem w cząsteczce, która ma parzystą liczbę merów, dwa środkowe mery muszą mieć tę samą konfigurację absolutną, zaś w cząsteczce która ma nieparzystą liczbę merów, środkowy będzie achiralny. Polimery syndiotaktyczne są również diastereoizomerami.
- Polimery blokowo taktyczne

W polimerach tych występują regularnie dłuższe lub krótsze bloki, które są bądź to izotaktyczne lub syndiotaktyczne. Daje to wiele różnych kombinacji, które mają swoje specjalne nazwy. 

## Metody badania taktyczności
Taktyczność najczęściej bada się metodami magnetycznego rezonansu jądrowego, szczególnie technikami dwuwymiarowymi proton-węgiel-13.. Metody NMR umożliwiają ilościowe ustalenie stopnia i rodzaju taktyczności, przy pomocy analizy i porównania sygnałów od tzw. triad, czyli trójek powtarzających się układów merów. 
Inne techniki badania taktyczności to rentgenografia strukturalna, spektrometria mas z zastosowaniem analizatora cyklotronowego rezonansu jonów, oraz różne inne techniki spektroskopowe. 
Taktyczność może być także ustalana prostymi metodami pośrednimi - poprzez pomiar lepkości, temperatury mięknięcia itp. o ile wcześniej poznano zależności między tymi parametrami a taktycznością badanych polimerów.